# Pterygoneurum subsessile x ovatum
Pterygoneurum subsessile x ovatum là một loài rêu trong họ Pottiaceae. Loài này được Podp. mô tả khoa học đầu tiên năm 1954.